# Chopsticks
"Chopsticks" (o "The Celebrated Chop Waltz") es un muy conocido vals para piano.
Fue escrito en 1877 por la compositora británica Euphemia Allen bajo el pseudónimo de Arthur de Lulli.
El nombre de la composición sugiere que la pieza debe tocarse al compás de3/4 (vals)  con ambas manos. Un equivalente a este ejercicio musical fue conocido en Rusia como "tati-tati" y alterna las notas en ambas manos:
Esta melodía (conocida en algunos países hispanohablantes como “palitos chinos”) es confundida con  Der Flohwalzer.